# Amfenicol

Cloramfenicol

Tiamfenicol

Amfenicolii (denumiți și fenicoli) sunt o clasă de antibiotice de structură fenilpropanică. Activitatea lor antibacteriană se datorează blocării acțiunii enzimei peptidil-transferaza asupra subunității ribozomale de tip 50S a celulei bacteriene.
Example de amfenicoli sunt: cloramfenicol, tiamfenicol, azidamfenicol și florfenicol. Primul compus descoperit a fost cloramfenicolul, un antibiotic natural produs de Streptomyces venezuelae, în anul 1949. Restul amfenicolilor sunt derivați de sinteză.

## Utilizări medicale
Au utilizare restrânsă, fiind utilizați ca antibiotice în infecții grave pentru care nu există alte remedii. Datorită gravității efectelor adverse la administrarea cloramfenicolului (sindromul cenușiu la nou născut, nevrită optică, deprimarea hematopoezei), utilizarea sa este restrânsă la tratarea conjunctivitelor bacteriene.